# Мітельник гісополистий
Мітельник гісополистий, басія гісополиста (Bassia hyssopifolia) — вид рослин з родини амарантових (Amaranthaceae), поширений у Євразії.

## Опис

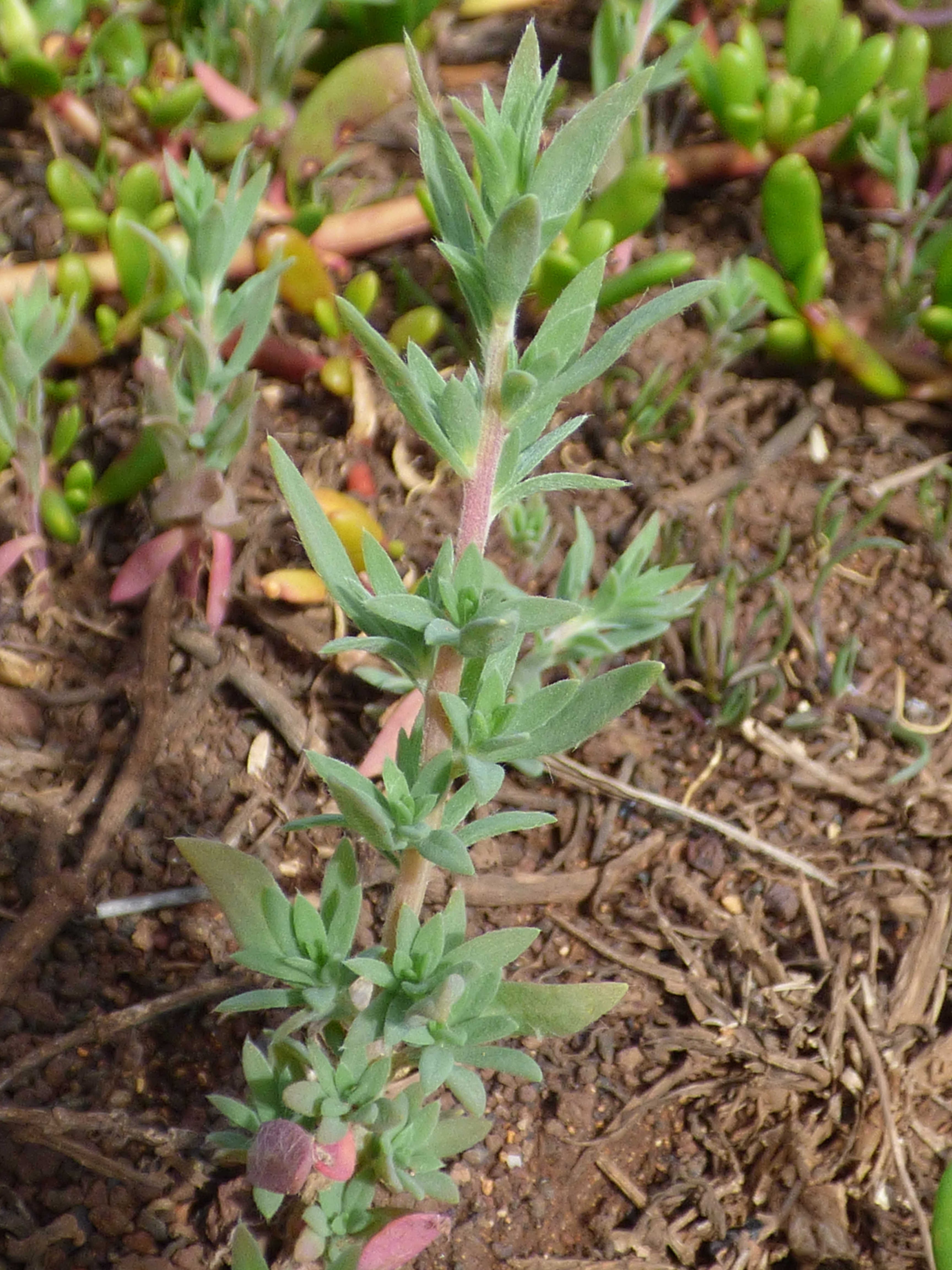

Однорічна рослина заввишки 20–100 см. Стебло з лежачими або припіднятими нижніми гілками, негусто вкритий кучерявим волосками. Листки плоскі, еліптичні, оберненоланцетні або лінійні. Оцвітина волосиста, пізніше майже гола. Листочки оцвітини при плодах замкнуті, з крючковидно всередину загнутими придатками. Квітки в основному розміщені по 2–3 разом. Насіння голе, гладке, яйцеподібне, 2.0–2.5 мм завдовжки.

## Поширення
Поширений у Європі (Іспанія, Молдова, Україна, пд. Росія) й Азії (Афганістан, Іран, Сирія, Вірменія, Азербайджан, Грузія, Західний Сибір, Казахстан, Туркменістан, Узбекистан, Монголія, Китай, Пакистан); натуралізований на пд. Франції, пн. Італії, Аргентині, США, пд.-зх. Канаді.
В Україні вид зростає на солончаках, засмічених і сміттєвих місцях — у Лісостепу (на сході), Степу та Криму.